# Оскар де ла Хоја
Оскар де ла Хоја (енгл. Oscar De La Hoya; Лос Анђелес, 4. фебруар 1973) или по надимку „Златни дечко“ је бивши амерички боксер мексичког порекла. Де ла Хоја потиче из боксерске фамилије. Његов деда Висенте, отац Џоел старији и брат Џоел млађи, били су боксери.
Као аматерски боксер остварио је 223 победе, од којих 163 нокаутом, и имао је 6 пораза. На олимпијским играма у Барселони 1992. године освојио је златну медаљу. Током своје професионалне каријере, која је трајала 16 година, освојио је десет титула првака света у 6 различитих категорија и забележио 39 победа (од којих 30 нокаутом), уз 6 пораза. Његова зарада се процењује на око 696 милиона долара.
Де ла Хоја је званично објавио своје повлачење из спорта на конференцији за штампу одржаној у Лос Анђелесу 14. априла 2009. године.
У децембру 2013. године Оскар де ла Хоја је примљен у боксерску Међународну кућу славних.